# Ферре, Теофиль
Теофи́ль Шарль Жиль Ферре́ (фр. Théophile Charles Gilles Ferré; 6 мая 1846, Париж — 28 ноября 1871, Сатори, Версаль) — участник Парижской Коммуны 1871, бланкист.

## Биография
Теофиль Ферре родился в семье парижского служащего Лорана Ферре и Мари Ривьер. C 22-летнего возраста (1868 г.) принимал активное участие в революционно-антимонархистском движении. В кафе-клубах, где собирались массы представителей рабочего класса, Теофиль познакомился с Луизой Мишель. Во время борьбы французской Коммуны с версальскими регулярными армиями, Луиза проявила необычайное мужество и доблесть, сражаясь на баррикадах Монмартра. Теофиль Ферре неоднократно сидел в тюрьмах за нарушение закона о собраниях и за проведение стачек протеста.
После революции 4 сентября 1870 года Ферре служил в 152-м батальоне французской Национальной гвардии. После объявлении Коммуны стал её членом (13 784 голосов); входил в состав комитета бдительности XVIII округа (Монмартр). Был избран в состав Комиссии общей безопасности и с этого момента целиком посвятил себя подавлению контрреволюции, беспощадному искоренению и разоблачению происков её агентов. Непреклонность и принципиальная твёрдость Ферре неоднократно вызывали ярость и осуждение не только сторонников Версаля, но и колеблющейся, мягкотелой среды мелкобуржуазных демократов.
70 дней (с 18 марта по 26 мая) просуществовала Парижская Коммуна. Несмотря на сопротивление коммунаров, 21 мая версальцы прорвались в город и уже 28 мая овладели последним 20-м округом Парижа. Последнюю баррикаду защищал Ферре со своими товарищами. Когда патроны защитников кончились, Ферре удалось вырваться из окружения версальцев и избежать плена. Не поймав Ферре, версальские власти выместили всю свою злобу на его родных — родителях, сестре и братьях, живших в квартирке парижского предместья Леваллуа-Перре. В припадке отчаяния с уст матери Ферре сорвалось название улицы «Сен-Совёр». Улицу оцепили и прочесали каждый дом. Ферре арестовали и после суда приговорили к смертной казни.
28 ноября 1871 года Теофиля Ферре отвезли на поле Сатори и расстреляли.